# Nelin Escalante
Nelin Escalante es un periodista venezolano. Escalante se ha dedicado a la cobertura económica y ha conducido el programa «Negocios y Mercadeo».

## Desaparición
Como periodista, Escalante se ha dedicado a la cobertura de economía y ha conducido el programa "Negocios y Mercadeo". El 25 de octubre de 2024 fue arrestado por funcionarios de la Dirección General de Contrainteligencia Militar (DGCIM). El Colegio Nacional de Periodistas de Venezuela calificó su detención como una desaparición forzada.
Tanto el Colegio como el Sindicato Nacional de Trabajadores de la Prensa exigieron conocer detalles sobre su paradero.
Nelin fue liberado el 31 de octubre, tras seis días de reclusión. El día después de su liberación compartió un video acompañado por su hija diciendo «Estamos bien».Para la fecha de su liberación, no hubo ninguna explicación oficial sobre su detención.